# Cimbio

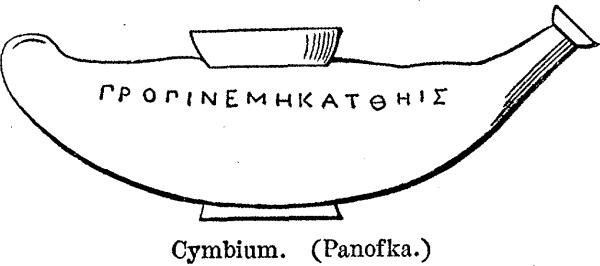
Dibujo de un cimbio, en la clasificación de Theodor Panofka (1801-1858).

El cimbio (en griego antiguo κυμβίον, "kymbíon") fue un recipiente usado para beber en la Antigua Grecia. Arqueológicamente catalogado en el grupo de los vasos, griegos y romanos lo usaban en la comida y en los sacrificios junto con ritones y fíalas. Se conservan diversos ejemplos fabricados en cerámica y, en menor cantidad, de metal y piedras preciosas. Panofka lo dibuja con forma de barca o lámpara de aceite, y Fatás y Borrás lo describen con «forma de campana o nave invertida».

## Clasificación
Existe cierta confusión entre las fuentes escritas clásicas, aumentada por el hecho de haber existido dos nombres, según parece, para designar el mismo vaso, lo que hace difícil concretar cómo era el cimbio o cimbo, que Ateneo creyó dos vasos distintos, pero que lexicógrafos posteriores han visto como uno solo.
Quizá la confusión principal estribe en las metáforas e imágenes que emplean ciertos autores al describirlo. Eratóstenes lo describe como un vaso en forma de ciato, con el que tiene cierta semejanza. Hesiquio de Alejandría relaciona cimba con cimbo al decir que esta voz designa a la vez un vaso y una embarcación, opinando, como Suidas, que se trata de un vaso pequeño y redondo análogo a una copa. Dídimo lo definió como un vaso grande para beber, y Doroteo anotó que, siendo bastante profundo, no tenía ni pie ni asa. La moderna clasificación arqueológica reconoce el cimbio como un vaso redondo, semejante a la fíala pero más profundo, parecido a las salvillas. 